# Vasilije Delibašić
Vasilije Delibašić (serbisch-kyrillisch Василије Делибашић; * 14. März 2003 in Belgrad) ist ein montenegrinisch-serbischer Fußballspieler.

## Karriere

### Verein
Delibašić begann seine Karriere beim FK Rad Belgrad. Im Mai 2022 debütierte er für die erste Mannschaft von Rad Belgrad in der Prva Liga. Zur Saison 2022/23 wurde er an den Drittligisten FK Budućnost Dobanovci verliehen. In der Winterpause wurde er nach Nordmazedonien an den Erstligisten FK Pobeda Prilep weiterverliehen. Bis Saisonende kam er zu zwölf Einsätzen in der Prva Makedonska Liga, in denen er einmal traf. Mit Pobeda stieg er aber aus dem Oberhaus ab.
Zur Saison 2023/24 kehrte Delibašić nach Serbien zurück und wechselte zum Drittligisten FK Teleoptik. Im Februar 2024 schloss er sich Dinamo Pančevo an. Zur Saison 2024/25 wechselte er nach Italien zum unterklassigen Pro Novara 2021. Im Februar 2025 wechselte der Angreifer zum österreichischen Zweitligisten Schwarz-Weiß Bregenz, bei dem er einen bis 2026 laufenden Vertrag erhielt. Für Bregenz absolvierte er sechs Partien in der 2. Liga. Nach der Saison 2024/25 verließ er den Verein wieder.
Im August 2025 wechselte er anschließend nach Slowenien zu Zweitligist ND Bilje.

### Nationalmannschaft
Der gebürtige Serbe Delibašić spielte im April 2021 zweimal im montenegrinischen U-19-Team.